# 葉向榮 (明朝)
葉向榮（16世紀—1646年），字鍾日，浙江金華府金華縣人，明朝、南明政治人物。

## 生平
萬曆四十六年（1618年），葉向榮舉戊午科舉人，悉心照料怪病的父親，後因教授弟弟成名，崇禎十三年（1640年）授寧都知縣，任內有惠政，其時流寇邱旭東行劫鄰鄉，他捐資購買武器捕獲其黨羽七人；張獻忠入侵江西，在寧都百里外建營，他晝夜登城防禦，對方得知他有防備故不敢侵犯，不久張獻忠屯駐馬羊坑，在關下埋伏十人，他偵察後立刻斬殺，陳屍荒野，又親自領導鄉勇出擊，殺死敵軍二百多人，生擒十五人，其餘都逃去。
弘光年間，袁繼咸、周燦交章推薦葉向榮，因忤逆馬士英只授與吉安同知，於是自行投劾歸鄉。很快朝廷升他為江西僉事，尚未就任金華已經失陷，他穿好衣冠，在項村投崖（一作投湖）而死，入祠寧都名宦祠，清乾隆四十三年（1778年）追諡節愍。

## 家族
葉向榮之子葉永堪，字更生，博通書籍，不應清朝考試。

## 引用
1. 1 2  錢海岳《南明史·卷一百五·列傳第八十一》：葉向榮，字鍾日，金華人。萬曆四十六年舉於鄉。授寧都知縣，廉明有惠政。土寇邱旭東行劫鄰鄉，向榮捐金購械，獲其魁七人。張獻忠略江西，去寧都百里為營，向榮晝夜登陴。獻忠知有備，不敢犯。已而獻忠屯馬羊坑，先伏十人於關下。向榮偵得，立斬之，陳屍於郊，自督鄉勇銜枚出擊，斬級二百餘，生禽渠十五人，餘皆竄去。弘光時，袁繼咸、周燦交章薦之，以忤馬士英意，量移吉安同知，遂投劾歸。升江西僉事，未行，金華陷，衣冠投項村之野塘死。子永堪，字更生，博通經籍，不應試。
2. ↑  光緒《金華縣志·卷九·志人物第四》：葉向榮，字鍾日，萬歷四十六年舉人，父患奇疾，向榮委曲治療獲痊，教弟成名聲稱藉甚；崇禎十三年授寗都知縣，政事具舉，流賊至，練兵禦之誓死守，殲其黨邱東、饒聚吾等，總督袁繼咸薦之，以忤馬士英量移吉安同知，被劾歸。順治三年大兵至，投項村崖死，祠寗都名宦，乾隆四十三年賜諡節愍。 舊志，參《小腆紀年》、趙志